# Гельсінгфорський монетний двір
Гельсінгфорський монетний двір — монетний двір у Російській імперії з 1863 року. На монетному дворі карбувалися монети Фінляндії з меді, срібла та золота. Після здобуття Фінляндією незалежності у 1918 році, дав початок монетному двору Фінляндії.

## Історія

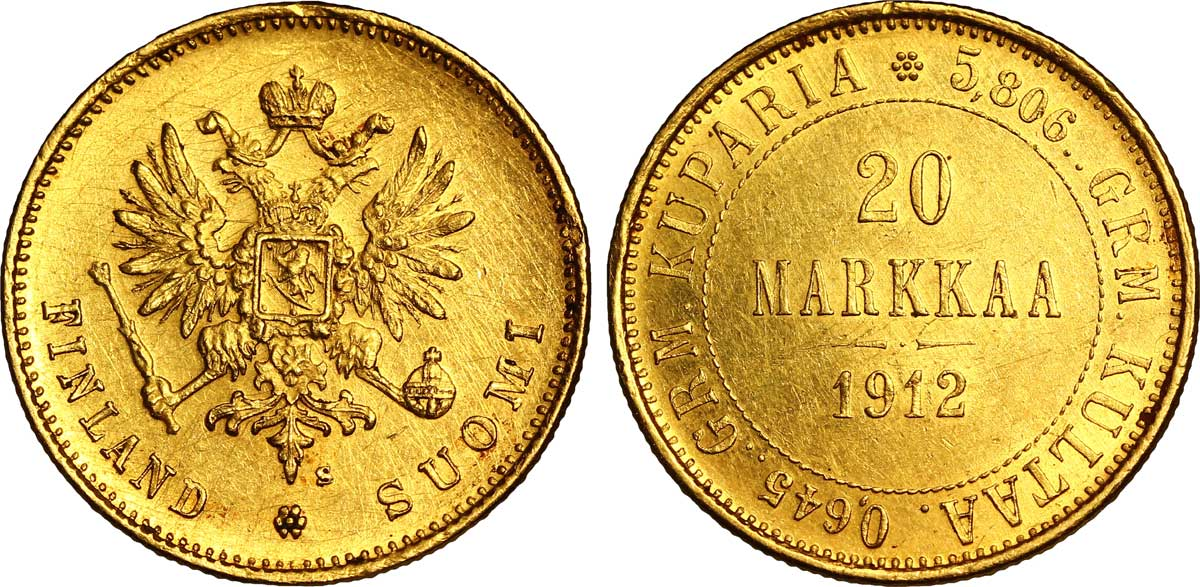
20 марок 1912 року

У 1860 році, згідно з указом Олександра ІІ, по всій території Великого князівства Фінляндського вводилась в обіг власна валюта, яка дістала назву «марка» (фін. markka). Щоб забезпечити потреби Фінляндії у обіговій монеті було вирішено відкрити новий монетний двір. Монетний двір було відкрито у 1863 році, у районі Катаянокка (фін. Katajanokka, швед. Skatudden), головного міста великого князівства Гельсінгфорсу (сучасне місто Гельсінкі). У 1864 році монетний двір викарбував перші фінські монети, срібні марки. Розмінними монетами, були мідні монети «пенні».
Хоч Фінляндія була складовою частиною Російської імперії, але мала деякі національні відмінності. Що знайшло відображення у місцевих грошах, усі написи на грошових одиницях були фінською мовою.
Після введення у імперії золотого стандарту у 1878 році, Гельсінгфорський монетний двір почав карбувати золоті монети номіналом у 10 та 20 марок.
Санкт-Петербурзький монетний двір виготовляв форми та іншу оснастку для цього монетного двору.
Після здобуття незалежності Фінляндії Гельсінгфорський монетний двір стає монетним двором Фінляндії, з 1918 року карбуючи фінляндські марки та пенні, а з 2002 року — фінські монети євро.

## Типи монет

25 фінляндських пенні 1917 року

На монетному дворі карбувалися золоті монети (20 та 10 марок) з 1878 року. срібні марки номіналом у 1 та 2 марки, а також срібні 25 та 50 пенні. Також карбувалися мідні монети номіналом у 1, 5 та 10 пенні.
Монети в 1, 5 і 10 мали на аверсі вензель російських імператорів (які також були великими князями Фінляндськими) Олександра II (A II), Олександра III (A III) і Миколи II (N II). На монетах більших номіналів замість імператорських вензелів був зображений герб Великого князівства Фінляндського.
Власної позначки монетного двору, на відмінність від більшості російських монетних дворів, монетний двір у Гельсінгфорсі не мав.
На аверсі срібних та золотих монет, літерами відображалася позначка директору монетного двору літери «S» чи «L».

## Позначки директорів монетного двору
- S — Август Фрідріх Сольдан (фін. SOLDAN), 1864—1882 ;
- L — Конрад Лір (фін. LIHR), 1889—1911;
- S — Ісак Сундель (фін. SUNDELL), 1912—1917.

## Джерело
- Офіційний сайт монетного двора Фінляндії [Архівовано 5 січня 2017 у Wayback Machine.] (фін.)